# Velicu Mihalea
Velicu Mihalea (n.? - d. 23 decembrie 1989, în apropiere de Alba Iulia) a fost un general român de miliție, care a îndeplinit funcția de adjunct al șefului Inspectoratului General al Miliției.

## Biografie
A fost înaintat la gradul de general-maior (cu o stea) începând cu data de 30 decembrie 1982 și numit în funcția de adjunct al șefului Inspectoratului General al Miliției, pe care a îndeplinit-o până în decembrie 1989.

### Rolul său în Revoluție
În dimineața zilei de 18 decembrie, Elena Ceaușescu a dat dispoziție generalului Constantin Nuță să transporte la București cca. 40 de cadavre aflate la morga Spitalului Județean din Timișoara. El l-a informat pe generalul Coman, care a stabilit, împreună cu generalii Emil Macri și Velicu Mihalea, un plan pentru scoaterea cadavrelor de la morgă și transportarea lor la București.
Împreună cu superiorul său ierarhic, gen. Constantin Nuță, el s-a ocupat cu ștergerea urmelor măcelului de la Timișoara. Generalii Nuță și Mihalea s-au prezentat la ora 10 dimineața la Spitalul Județean. Din dispoziția lor, o echipă de ofițeri de miliție sub conducerea colonelului Ghircoiaș Nicolae a realizat verificarea cadavrelor și trierea lor, apoi în seara aceleiași zile au introdus 43 de cadavre în saci de plastic, apoi le-au urcat într-o izotermă adusă de la Autobaza COMTIM. A doua zi dimineața (în jurul orei 4:15), autoizoterma plină cu cadavre a plecat spre București, fiind însoțită de un autoturism al Miliției Timișoara. Cele 43 de cadavre au fost arse la Crematoriul "Cenușa" din București în cursul nopții de 19/20 decembrie 1989, apoi în dimineața următoare cenușa rezultată a fost aruncată într-o gură de canal de pe raza comunei Popești-Leordeni.
La 20 decembrie 1989, cei doi generali au fost trimiși la Arad, unde, din Hotelul Parc, au condus operațiunile de reprimare. În acel oraș au murit în decembrie 1989 nouăsprezece persoane.
După ce devenise evident că Revoluția va izbândi, în dimineața zilei de 23 decembrie 1989 cei doi generali au luat trenul de la Arad spre București, dar au fost arestați la Deva și duși la sediul unui regiment de geniu din acest oraș. Acolo ei au fost urcați într-un elicopter, fiind legați cu frânghii de scaune, pentru a fi duși la București. Conform ordinului provenit de la celula de comandă de la MApN din București (după cum s-a aflat ulterior în cadrul anchetelor de la Secția Parchetelor Militare), traseul elicopterului a fost schimbat și în loc să se îndrepte spre Capitală, el și-a schimbat traseul spre Alba Iulia cu statia radio si luminile de balizaj oprite. În seara zilei de 23 decembrie 1989, ajuns undeva între UM 01033 Alba-Iulia și UM 01496 Blandiana, aparatul a fost lovit de o salvă de pistol-mitralieră trasă de militarii de la sol, care au primit ordin să doboare toate aparatele de zbor ce se apropie de oraș, deoarece ar fi fost vorba de „teroriști”.. Atins de 12 gloanțe calibru 7,62 mm, care au avariat instalația de combustibil și comanda hidraulică, elicopterul a luat foc în aer și s-a prăbușit lângă depozitul de munitii al Garnizoanei Alba Iulia. A urmat o explozie puternică generata de una dintre cele doua rachete aer-sol ale elicopterului, în care cei trei membri ai echipajului elicopterului au murit pe loc, aruncați prin hublouri. Generalii Velicu și Nuță, fiind legați de scaune, au ars partial împreună cu epava elicopterului. Moartea lor a fost anchetată ulterior si de procurorul militar Ilie Botoș, care în 1994 a decis neînceperea urmăririi penale.
Primele cercetări privind doborârea elicopterului au fost desfășurate de către colonel dr justitie magistrat Domsa Tit Livius si capitan de justitie magistrat Dorel Andries, din cadrul Procuraturii Militare Cluj Napoca.